# Cidadelhe (Pinhel)
Cidadelhe é uma povoação portuguesa do município de Pinhel que foi sede da extinta freguesia de Cidadelhe, que tinha 26,8 km² de área e 40 habitantes em 2011 (densidade: 1,5 hab./km²).
A freguesia de Cidadelhe foi extinta (agregada), pela última reorganização administrativa do território das freguesias, de acordo com a Lei n.º 11-A/2013 de 28 de Janeiro, tendo o seu território sido agregado ao da freguesia de Azevo para constituir a freguesia de Vale do Côa com sede em Azevo.

## Património Mundial da UNESCO
Cidadelhe está incluída na lista do Património Mundial da UNESCO devido à verificação arquelógica de figuras gravadas em granito, colocando-se a hipótese de que estas pertençam a uma época pré-histórica, de que alguns destes elementos pictóricos sejam paleolíticos.
Cidadelhe também se destaca pelas paisagens naturais que se podem observar. Situa-se a norte de Pinhel, num monte a mais de 500 metros de altura, entre os rios Massueime e Côa. É por muitos considerada como uma das mais belas aldeias de Portugal e é vista como aldeia histórica.[parcial?]
Como importantes pontos de interesse a nível paisagístico, natural e arqueológico são de destacar o "Castelo dos Mouros" e o "Poio do Gato".
O escritor português e prémio Nobel José Saramago imortalizou a aldeia no seu livro Viagem a Portugal, na qual caracteriza a sua beleza.
Como curiosidade o facto de Cidadelhe ser chamada pela população da região, principalmente pelas gentes pinhelenses, de "calcanhar do mundo", pelo facto de se encontrar no extremo norte do município pinhelense.

## População
| Totais e grupos etários | Totais e grupos etários | Totais e grupos etários | Totais e grupos etários | Totais e grupos etários | Totais e grupos etários | Totais e grupos etários | Totais e grupos etários | Totais e grupos etários | Totais e grupos etários | Totais e grupos etários | Totais e grupos etários | Totais e grupos etários | Totais e grupos etários | Totais e grupos etários | Totais e grupos etários |
| ----------------------- | ----------------------- | ----------------------- | ----------------------- | ----------------------- | ----------------------- | ----------------------- | ----------------------- | ----------------------- | ----------------------- | ----------------------- | ----------------------- | ----------------------- | ----------------------- | ----------------------- | ----------------------- |
|                         | 1864                    | 1878                    | 1890                    | 1900                    | 1911                    | 1920                    | 1930                    | 1940                    | 1950                    | 1960                    | 1970                    | 1981                    | 1991                    | 2001                    | 2011                    |
|                         | 330                     | 370                     | 309                     | 316                     | 376                     | 351                     | 321                     | 335                     | 311                     | 296                     | 145                     | 124                     | 93                      | 52                      | 40                      |
| i)                      |                         |                         |                         |                         |                         |                         |                         |                         |                         |                         |                         |                         |                         | 0                       | 1                       |
| ii)                     |                         |                         |                         |                         |                         |                         |                         |                         |                         |                         |                         |                         |                         | 6                       | 0                       |
| iii)                    |                         |                         |                         |                         |                         |                         |                         |                         |                         |                         |                         |                         |                         | 23                      | 15                      |
| iv)                     |                         |                         |                         |                         |                         |                         |                         |                         |                         |                         |                         |                         |                         | 23                      | 24                      |

```
i)
 0 aos 14 anos;
 ii)
 15 aos 24 anos; 
iii)
 25 aos 64 anos; 
iv)
 65 e mais anos
```

## Património
- Sítios de arte rupestre do Vale do Coa#Faia - Património Mundial da UNESCO
- Igreja de Cidadelhe ou Igreja Matriz de Santo Amaro
- Capela de São Sebastião
- Capela de Santa Bárbara